# Prisma de Weld-Blundell
El prisma de Weld-Blundell és un prisma vertical d'argila amb incripcions cuneiformes, que es troba actualment al Museu Ashmolean. Els quatre costats, d'uns 20 cm d'alçada i 9 cm d'amplada, estan inscrits en la llengua sumèria una llista de reis sumeris; cada costat conté el text en dues columnes. La llista comença amb els governants d'abans del Diluvi i acaba amb Sin-magir de la dinastia Isin (r. 1827-1817). La llista va ser probablement redactada a l'últim any de Sin-magir o poc després.
El número de museu és AN1923.444.